# Phyllachora caricis-jaluensis
Phyllachora caricis-jaluensis är en svampart som beskrevs av H.J. Lu & T. Zhang 2009. Phyllachora caricis-jaluensis ingår i släktet Phyllachora och familjen Phyllachoraceae.   Inga underarter finns listade i Catalogue of Life.